# 霍通刺尻魚
霍通刺尻魚，為輻鰭魚綱鱸形目鱸亞目蓋刺魚科的其中一個種。

## 分布
本魚分布於東太平洋區，包括復活節島、法屬波里尼西亞等海域。

## 深度
水深14至50公尺。

## 特徵
本魚體側扁，呈橢圓形，體色以黃色為底，體中央有一大塊褐色區域，從背鰭延伸至尾鰭，背鰭有一黑色眼斑，蓋眼斑具有藍色小亮點，鰓蓋後方有一深色斑點，眼睛被藍色包圍圈，體長可達8公分。

## 生態
本魚棲息在珊瑚礁底部，成小群活動。

## 經濟利用
可做為觀賞魚。